# Langues tibéto-birmanes
 (septembre 2023).
Les langues tibéto-birmanes sont un groupe de langues très diversifié, au sein de la famille des langues sino-tibétaines. Les locuteurs de ces langues sont principalement répartis entre la Chine (dont la Région autonome du Tibet et du Guangxi, ainsi que les provinces du Gansu, Guizhou, Hubei, Hunan, Qinghai, Sichuan, Yunnan, avec des langues comme le tujia), l'Inde, le Népal, le Bhoutan, la Birmanie et dans quelques régions du Pakistan, du Bangladesh, de la Thaïlande, du Laos et du Viêt Nam. Ces 330 langues sont parlées en 2001 par environ 70 millions de locuteurs.

## Histoire du concept
C'est le linguiste allemand Julius Klaproth qui en 1823 dans son ouvrage Asia Polyglotta a découvert le tibéto-birman, dans lequel il incluait les trois langues connues à son époque : le chinois, le tibétain et le birman.
À la différence de l'indo-européen pour lequel de nombreuses langues sont attestées avant notre ère, il y a peu de langues tibéto-birmanes ayant une tradition écrite ancienne. On ne trouve guère que le tibétain (VIIe siècle), le tangoute (XIe siècle), le birman (XIIe siècle), le meitei (XIVe siècle), le newari (XIVe siècle) et le nosu, ainsi que le lepcha et le limbu. Quelques langues ont été écrites en alphabet latin durant l'époque coloniale : c'est notamment le cas du jinghpo.
Toutefois, dans le Hou Hanshu 后汉书, on trouve le texte bilingue d'un chant, en chinois et dans une langue tibéto-birmane parlée alors par un peuple désigné comme les Bailang 白狼. Ce peuple habitait le Sichuan actuel au IIIe siècle de notre ère. Ce texte est pourvu d'une traduction ligne par ligne en chinois (langue dans laquelle est composé le texte original, dont le document bailang constitue une traduction) et son déchiffrement a permis de déterminer que cette langue est proche du lolo-birman. C'est la langue la plus anciennement attestée de la famille en dehors du chinois.
Les langues chinoises seraient apparentées au tibéto-birman, et, selon certains chercheurs, ne seraient qu'une branche tibéto-birmane parmi d'autres, qui n'aurait de particulier que son nombre de locuteurs et l'ancienneté de son écriture. C'était déjà  l'opinion de Klaproth dès le début du XIXe siècle. Pour des informations sur la reconstruction de la prononciation ancienne du chinois, qui permet de la comparer par la suite aux langues tibéto-birmanes, voir l'article chinois archaïque.
Cette hypothèse d'une famille sino-tibétaine vient du fait que l'on a reconnu plus de 400 mots (489 selon Weldon South Coblin) communs au chinois et au tibéto-birman. En 1988, Jerry Norman, qui jugeait cette hypothèse « inattaquable », a pourtant ajouté que « les correspondances phonologiques entre chinois et tibéto-birman n'ont jamais été étudiées en détail ». La reconnaissance de cet apparentement, et l'établissement de la chronologie des phénomènes historiques ayant eu lieu dans les diverses langues, ont été retardés par le caractère monosyllabique et isolant de nombreuses langues modernes de la famille (et plus généralement de l'aire linguistique d'Asie orientale). Le chinois est une langue monosyllabique et isolante tandis que le tibétain présente certaines caractéristiques agglutinantes qui peuvent donner l'impression d'un air de famille avec des langues non apparentées telles que le mongol ou le japonais. Le tibétain utilise en particulier des suffixes casuels, inconnus du chinois. Des progrès dans la reconstruction du chinois archaïque, faisant ressortir la présence de suffixes (dont un suffixe de « concrétisation » *-s), contribuent à établir l'histoire de la famille et expliquer les divergences ayant abouti aux différences constatées aujourd'hui (en synchronie).

## Liste et classification
Voir la liste dans l'article langues par famille.

## Origine

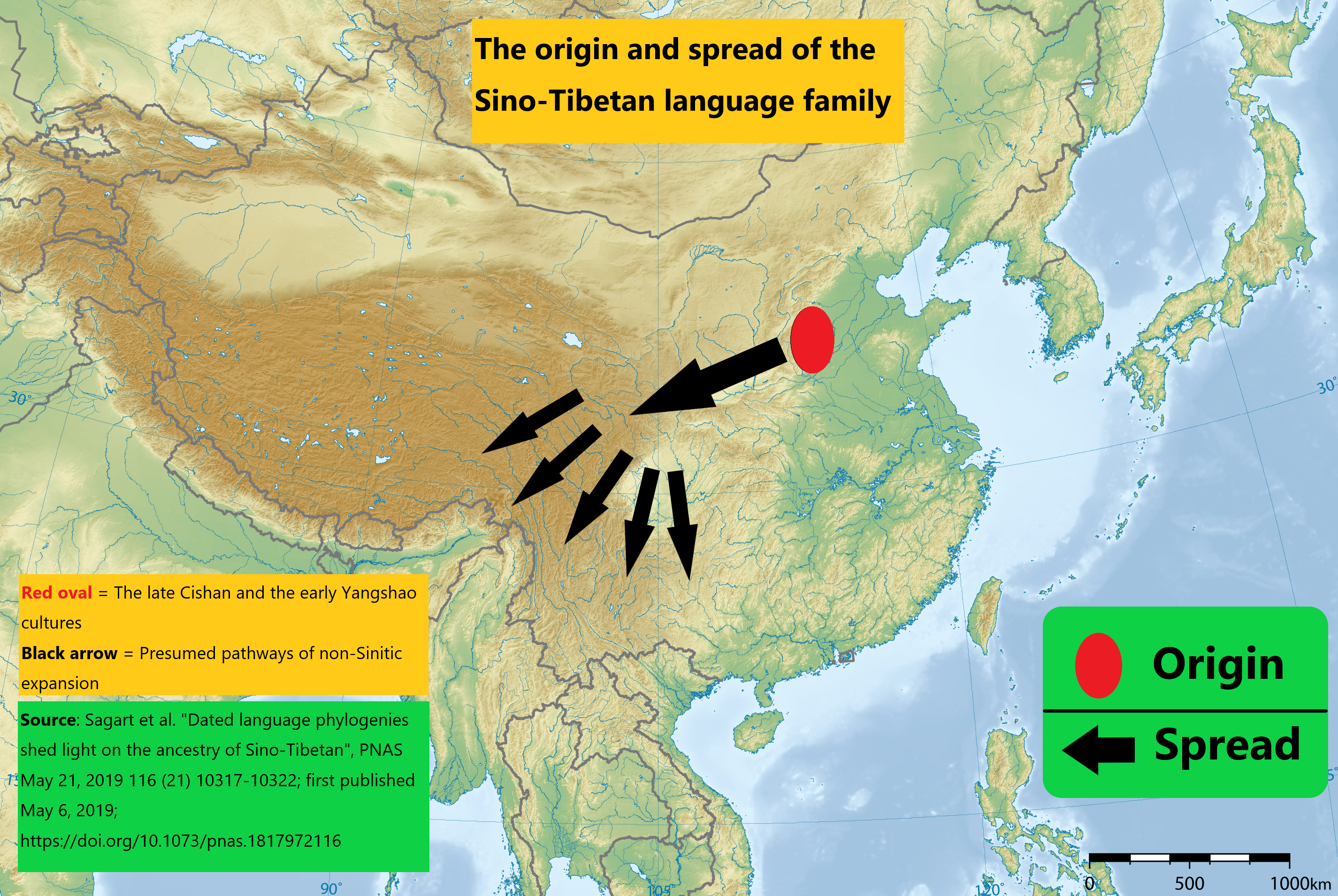
L'origine et la diffusion des langues sino-tibétaines. L'ovale rouge représente la fin des cultures Cishan et les premières cultures de Yangshao. Les flèches noires représentent les voies présumées de l'expansion non sinitique. Après avoir appliqué la méthode comparative linguistique à la base de données de données linguistiques comparatives développée par Laurent Sagart en 2019 pour identifier des correspondances sonores et établir des apparentés, des méthodes phylogénétiques sont utilisées pour déduire des relations entre ces langues et estimer l'âge de leur origine et de leur patrie.

Statue de Yu le grand, à Wenchuan, région principale actuelle du peuple Qiang.

Les données historiques dont on dispose sur les migrations des Tibétains et des Birmans désignent le Tibet oriental comme point de départ. Le nord-est du Tibet est justement l'ancien territoire des Qiang, le peuple tibéto-birman le plus anciennement attesté. Il était déjà connu des Chinois sous la dynastie Shang, vers −1 200 (un millénaire et demi avant les Tibétains). Comme le caractère qui désigne les Qiang 羌 comporte les éléments 人 « personne », « humain » et 羊 « Caprinae » (les caprins: moutons, chèvres, chamois, etc.), ils apparaissent donc comme des éleveurs de caprins, en l’occurrence du Pseudois nayaur, utilisé pour son lait, sa viande, ses cornes et son cuir. Les Chinois les désignaient aussi par l'appellation de Dou Ma Qiang « Qiang aux nombreux chevaux ». Essentiellement éleveurs, ils avaient un mode de vie semi-nomade et un comportement guerrier.  Ils vivent actuellement principalement à Wenchuan, au Sichuan occidental. Yu le grand, fondateur de la dynastie Xia, précédant la dynastie Shang, est le fondateur mythique de la culture à la fois pour les Qiang et pour les Han.
Sur leur ancien territoire, le Qinghai et le Gansu oriental, une culture de la fin du néolithique et du début de l'âge du bronze est attestée de −2 200 à −1 600. On l'appelle la culture de Qijia. On y observe une transition de l'agriculture vers le pastoralisme, puis vers un début de nomadisme. Il est permis de supposer que les hommes de Qijia avaient un rapport avec les Qiang, voire avec l'ensemble des Tibéto-Birmans. Tibétains et Birmans n'ont d'ailleurs peut-être été que des rameaux détachés des Qiang.

## Reconstruction du proto-tibéto-birman
Les trois groupes de langues les mieux étudiés de la famille sont le chinois, le tibétain (7 M de locuteurs) et les langues lolo-birmanes (40 M de locuteurs).
Les langues tibéto-birmanes, à l'exception du qianguique et du kiranti, ne présentent pas une morphologie complexe. Dans la mesure où les deux derniers groupes de langue sont encore insuffisamment étudiés, il est difficile pour le moment de reconstruire le système grammatical de la proto-langue. Tout juste peut-on entrevoir l'existence de certains préfixes et plus rarement de suffixes dans la proto-langue. Certains sont toujours productifs en rGyalrong, un groupe de langues de la sous-famille qianguique dont l'archaïsme est à tous points incomparable dans le reste de la famille.

### Préfixes
- s- causatif : tibétain]: 'khor « tourner » donne skor « faire tourner ». Se trouve dans toutes les langues de la famille, mais souvent sous la forme d'une opposition sonore / sourd ou non-aspiré / aspiré dus aux changements phonétiques.
- prénasalisation intransitivante : rGyalrong ka-prat « casser qqch » donne ka-mbrat « être cassé »
- k- nominalisateur : en rGyalrong, ce préfixe, avec deux vocalismes différents, sert à former le nom d'agent et le nom d'action (forme d'infinitif). On retrouve ce préfixe en angami-pochuri, en tangkhul et en kiranti

### Suffixes
- -s passé : tibétain bri « écrire, présent » donne bris « écrire, passé ». Se trouve aussi en rGyalrong, en qiang et peut-être en jinghpo
- -n et -s nominalisants : tibétain za « manger » donne zas et zan « nourriture ». Se trouve en chinois, en rGyalrong et peut-être en qiang.
- -t applicatif : limbu ha:p « pleurer (intr.) », ha:pt « pleurer pour quelqu'un »; quelques traces en chinois et en rGyalrong
- -s causatif : limbu ha:p « pleurer (intr.) », ha:ps « faire pleurer qqun », traces en chinois.

### Verbes irréguliers
On trouve des verbes irréguliers dans quelques langues telles que le tibétain, le rGyalrong et certaines langues kiranti. Toutefois, il n'existe qu'un seul verbe dont l'irrégularité semble apparentée entre langues de familles différentes et qui pourrait remonter à une irrégularité commune :
- manger : tibétain za passé zos : l'alternance a-o pour ce verbe se retrouve en kiranti.